# Hedvig Strömfelt
Hedvig Strömfelt, född 11 oktober 1723 i Stockholm, död 22 maj 1766 på Kersö, var en svensk friherinna, sångskrivare och herrnhutare. Hon intog tillsammans med sina systrar en viktig plats som aktivister inom herrnhutismen i Sverige.

## Biografi
Hedvig Strömfelt var dotter till herrnhutaren friherre Otto Reinhold Strömfelt, president i Svea Hovrätt, och Anna Magdalena Taube af Odenkat. Hennes familj hade en central plats inom den svenska herrnhutismen. Hennes föräldrar och systrar Christina och Ottiliana besökte år 1738 Livland, där de övergav pietismen och blev herrnhutare, och vid deras återkomst till Stockholm 1739 började Thore Odhelius, faderns herrnhutiske "hovpredikant" och predikant vid Stockholms änkehus, att bedriva aktiv mission i Stockholm. Många herrnhutare var anställda hos hennes far, och deras hem var en mötesplats och en asyl för rörelsen. 
Hedvig Strömfelt blev år 1743 medlem av herrnhutarna med sina systrar Ottiliana, Christina och Ulrika. Systrarna kom att inta en framträdande plats inom den svenska herrnhutiska rörelsen och fungerade som herrnhutiska missionärer och predikanter särskilt bland överklasskretsar i Sverige. Enligt herrnhutaren Johan Huffel från Kurland, som inspekterade församlingen i Stockholm 1759, motsvarade inte systrarna Strömfelt sitt rykte: hos dem kunde man: "se nidera af den förra erbarmliga perioden, så Gud sig förbarme". Församlingen var under denna period svårt splittrad, och systrarna Strömfelt hörde till det sjätte partiet tillsammans med Olof Gren, Eric Alibin och makarna Schmidt. Den Pastor Ike och hans fru, som året därpå sändes till Stockholm för att lösa splittringen, ska också ha lyckats, förutom att systrarna Strömfelt tillsammans med makarna Schmidt ännu 1760 vägrade att inordna sig i den enade församlingen. 
Hedvig Strömfelt skrev tillsammans med sin syster Ulrika en beskrivning om den samtida herrnhutiska församlingen i Sverige. Hon skrev också flera andliga sånger, som präglas av stark erotisk blods- och sårmystik i herrnhutisk anda.

## Verk
Hedvig Strömfelt skrev sångerna nummer 46, 59, och 63 i Sions Sånger 1743, och möjligen också 72, 78, 85, 86, 105, och 108 i Sions Nya Sånger 1748.